# Alex Nyarko
Alexander Nyarko (født 15. oktober 1973) er en tidligere fodboldspiller fra Ghana.
Nyarko startede karrieren i hjemlandet, og spillede senere i Basel, Karlsruher og Lens før han havnede hos Everton i 2000. Her blev han kendt for en episode, hvor en fan løb ud på banen for at fortælle ham at han ikke var god nok til at spille i klubbens farver. Han bad efter dette om at blive solgt, og blev lejet ud til Monaco og senere til PSG.
I 2005 blev han solgt til Start i Kristianssand, men blev løsnet fra kontrakten efter at have været udeblevet, for at besøge familien på en tur i Schweiz. Han spillede alligevel kampe nok til at vinde en sølvmedalje i den norske serie Tippeligaen i 2005.
Nyarko spillede 44 landskampe for Ghana, og deltog i Africa Cup of Nations i 1998 og 2000. I 1992 var han med til at vinde en bronzemedalje under OL i Barcelona.